# 捷尼夫
49°28′47″N 23°38′57″E / 49.47972°N 23.64917°E
捷尼夫（烏克蘭語：Тинів），是烏克蘭的村落，位於該國西部利沃夫州，由德羅霍貝奇區負責管轄，始建於1560年，面積16平方公里，海拔高度263米，2001年人口472，人口密度每平方公里29.5人。